# 更始政權
更始政權（23年3月11日－25年），又稱玄漢，國號為漢，是中國歷史介於兩漢之際的短暫政權，由當時以推翻新朝王莽為目標的各派勢力結盟進而建立此政權，但其擁立的皇帝僅歷劉玄一代，只建立了3年的時間便告瓦解。
新朝末年，中原掀起「反莽復漢」的活動，各地大大小小起兵反抗王莽政權的起義軍，最終匯合成以南方綠林軍和北方赤眉軍為中心的兩股勢力。更始元年二月初一日（23年3月11日），劉玄在南陽淯水之濱被綠林軍擁立為皇帝，復國號漢，改元更始元年。更始元年（23年）九月，更始軍攻入長安，新朝滅亡。
到了更始二年（24年）時，更始政權建立了一套中央及地方的政治制度，名義上佔據了原西漢朝的大部分疆域，但對於地方的控制力極為微弱，地方豪強擁兵自重。更始三年（25年）九月，赤眉軍攻入長安。更始三年（25年）十月，劉玄投降，更始政權滅亡。
更始政權的建立，是新朝末年民變發展到更高階段的重要標誌，是反莽抗爭進一步廣泛開展的里程碑。由於出現了與王莽相對立的更始政權，對各地起事具有很大的號召力，「是時海內豪傑翕然響應，皆殺其牧守，自稱將軍，用漢年號，以待詔命，旬月之間，遍於天下」。

## 歷史

### 綠林起義
在王莽統治的十餘年間，由於政局動蕩，社會經濟凋敝，給人民帶來深重的災難。再加上旱災及蝗災連年不斷，飢民數量劇增，餓殍遍布四野，青徐地區甚至出現人相食的慘狀。這就使西漢末年的社會矛盾進一步激化，農民起義相繼爆發，並彙成聲勢浩大的綠林和赤眉的大起義，繼居攝二年（7年），長安附近爆發趙明、霍鴻領導的起義之後，新天鳳二年（15年），邊五原及代郡又爆發人民起義。新天鳳四年（17年），又有臨淮瓜田儀起義於會稽。同年，琅琊海曲（今山東日照西）的呂母因其兒子呂育被宰殺，遂聚眾百餘人為子復仇，並發展成萬餘人的起義隊伍。各地農民起義方興未艾，更大規模的綠林起義，就是在這種形勢下爆發的。
新天鳳四年（17年），荊州地區飢荒嚴重，百姓只能挖掘草根充飢，生命受到嚴重威脅。新市（今湖北京山東北）人王匡、王遂被飢民推為渠帥，率領數百人起義。接著，南陽人馬武，穎川人王常、成丹等，也加入起義隊伍。這支起義軍據守綠林山（今湖北大洪山），不久發展成七、八千人的隊伍，歷史上被稱為綠林軍。新地皇二年（21年），荊州兩萬官兵進剿綠林軍，遭到起義軍迎頭痛擊。王臣等在雲杜（今湖北京山）迎擊荊州軍，殺敵數千，繳獲官軍所有的作戰物資。起義軍乘勝攻取竟陵（今湖北潛江西北）、雲杜、安陸（今湖北安陸北）等地。起義軍回到綠林山時，隊伍已發展到五萬餘人。
新地皇三年（22年），綠林山一帶疫病流行，起義軍死亡很多，不得不分兵兩路，向其它地區轉移。一路由王常、成丹率領，西入南郡，稱為「下江兵」；一路由王匡、王鳳、馬武、朱鮪、張皍等率領，北進南陽，稱為「新市兵」。新地皇三年（22年）七月，王匡等率起義軍進攻隋縣（今湖北隋縣），平林（今湖北隋縣北）人陳牧、廖湛等率千餘人響應，稱為「平林兵」。
荊州起義軍不斷發展壯大，新莽政權搖搖欲墜，一些貴族豪富無不為之震驚。他們為了維護自己的政治、經濟利益，紛紛打出反莽的旗號，加入起義軍。如西漢宗室劉玄，在陳牧起義後，即加入了平林軍。另一宗室劉縯、劉秀兄弟，則聚族人七、八千人，起兵於舂陵（今湖北棗陽南），稱為「舂陵兵」，並與新市兵、平林兵聯合反莽。與南方綠林起義幾乎同時，另一支義軍勁旅赤眉軍，正在東部地區逐漸發展壯大。

### 更始政權建立
棘陽大捷後，以綠林為主的反莽聯軍已達十餘萬人。形勢的發展使各路義軍的首領都感到迫切需要建立一個統一的政權組織，而劉氏集團的加入，使皇權主義在起義隊伍中的影響增加。所以，在當時起義軍要建立統一組織，没有別的形勢可選擇，只有推舉出一個皇帝爲政權的代表。更始元年二月初一日（23年3月11日），新市、下江、平林、舂陵各路綠林系統的義軍匯集於淯陽，經過協議推舉，共議以劉玄爲帝。因劉玄曾爲平林軍之更始將軍，故稱為更始帝，建元曰更始元年。
諸將領推舉劉玄爲帝不是偶然的。劉玄，字聖公，是劉秀之族兄，當然也屬遠族皇親。當綠林軍起義之時，劉玄是較早的投入到起義隊伍中的劉氏宗族的一員。當他加入到平林人陳牧所領導的平林軍，爲其軍安集掾時，劉縯和劉秀才率舂陵兵與農民軍會合。另外，劉玄與王莽政權的爭鬥也應是很堅決的，在他參加平林軍之前，就是因爲「弟爲人所殺，聖公結客欲報之。客犯法」，他才「避吏於平林」的。可見，劉玄與王莽政權没有任何妥協的可能。以上三項條件：1.劉氏宗族；2.較早投入農民軍；3.與王莽政權誓不兩立。使劉玄成爲當時綠林軍選擇的最合適的皇帝。這是由綠林軍隊伍内部各種力量相互牽制關係決定的：自劉縯、劉玄的舂陵兵加入綠林軍中，農民起義隊伍就帶有濃厚的恢復劉氏政權的色彩。地主們又大造輿論「劉氏復起」，也不能不給起義的農民以影響。「故羣雄之起兵者，無不以劉氏號」，造成一種「人心思漢，舉天下不謀而同」的氣氛。當時反莽的起義，大多以「興漢」、「輔漢」相號召。淳樸的綠林軍領袖自然也不會超越這種認識水準。欲推舉皇帝，只能在劉氏宗族中挑選，這似乎是不成問題的事。問題是選哪一個皇族。劉縯起事前就「懷復社稷之慮」，並不惜「傾身破產，交結天下英俊」。起事後，又「自稱柱天都部」，可見他確是有稱帝的慾望。南陽地主也多欲推他爲帝。但綠林軍卻不擁護他；舂陵兵也是新加入義軍的一支數量不大的武裝，諸義軍領袖是不會推舉劉縯的。而劉玄所具備的三個條件，一方面爲劉氏宗族所率的地主武裝所擁護；另一方面也爲廣大的起義軍所信任。這樣，更始就理所當然地被推到綠林軍皇帝的位置上了。
劉玄稱帝後，以族父劉良爲國三老，王匡爲定國上公，王鳳爲成國上公，朱鮪爲大司馬，劉縯爲大司徒，陳牧爲大司空。其餘諸將分別爲九卿、將軍等。更始元年（23年）五月，劉縯攻克宛。更始元年（23年）六月，劉玄入都宛城，盡封宗室及諸將、列侯百餘人。建立起組織機構較為完整的更始政權。

## 政治制度
更始政權的政治制度以西漢官制為基礎，並雜以一些新朝的機構設置。在中央，設有三公和丞相制度，同時還有九卿和其他中央官制，其中上公與侍中仍源自新朝；在地方，州設州牧或置刺史，郡置太守，縣設縣令，都尉、長史及郡屬亦見史籍。此外，更始政權還獨創國三老、郡三老制度，改諫大夫為「諫議大夫」，僕射為「祭酒」，後為東漢所承襲。

## 疆域
更始政權承襲著西漢106郡國，直接控制京兆尹、左冯翊、右扶風、弘農、河東、河內、河南、潁川、汝南、梁、沛、淮陽、魯、東、濟陰、山陽、陳留、東平、平原、千乘、臨淮、東海、泗水、楚、廣陵、魏、常山、鉅鹿、信都、真定、中山、河間、廣平、清河、渤海、涿、廣陽、上谷、漁陽、右北平、遼西、遼東、玄菟、樂浪、代、太原、上黨、雁門、定襄、雲中、西河、上、五原、北地、朔方、漢中、南陽、南、江夏、零陵、武陵、桂陽、長沙、蒼梧、交阯、南海、鬰林、合浦、九真、日南、豫章、丹陽、會稽、六安、九江、廣德、廣宗、廣世等79個郡國，間接控制泰山、城陽、濟南、齊、北海、高密、膠東、淄川、東萊、琅琊、安定、泰山、隴西、武威、金城、張掖、酒泉、武都、敦煌等19個郡國，未控制廬江、蜀、廣漢、巴、越巂、犍為、牂牁、益州等8個郡國。

## 君主年表
| 肖像 | 庙号 | 谥号                        | 名讳 | 在世时间 | 在位时间          | 年号 | 年号使用时间 | 陵寝 |
| ---- | ---- | --------------------------- | ---- | -------- | ----------------- | ---- | ------------ | ---- |
|      | －   | 淮阳武順王 （东汉光武帝諡） | 劉玄 | ？－25年 | 23年3月11日－25年 | 更始 | 23年－25年   | 霸陵 |

### 引用
1. ↑  劉清陽. . 中華民國: lulu.com. 2013年11月: 第117頁. ISBN 9781304664129. （原始内容存档于2023-05-13） （中文）. 史稱王郎政權為趙漢，以區別於更始帝劉玄的玄漢、劉盆子的赤眉漢。
2. 1 2 3 4  林劍鳴. . 中華民國: 五南圖書出版股份有限公司. 2003年2月27日: 第979頁－第981頁. ISBN 9789571105758 （中文）. 棘陽大捷後，以綠林為主的反莽聯軍已達十餘萬人。形勢的發展使各路義軍的首領都感到迫切需要建立一個統一的政權組織，而劉氏集團的加入，使皇權主義在起義隊伍中的影響增加。所以，在當時起義軍要建立統一組織，没有別的形勢可選擇，只有推舉出一個皇帝爲政權的代表。地皇四年（公元二二年）二月初一，新市、下江、平林、舂陵各路綠林系統的義軍匯集於淯陽，經過協議推舉，共議以劉玄爲帝。因劉玄曾爲平林軍之更始將軍，故稱為更始帝，建元曰更始元年。諸將領推舉劉玄爲帝不是偶然的。劉玄，字聖公，是劉秀之族兄，當然也屬遠族皇親。當綠林軍起義之時，劉玄是較早的投入到起義隊伍中的劉氏宗族的一員。當他加入到平林人陳牧所領導的平林軍，爲其軍安集掾時，劉縯和劉秀才率舂陵兵與農民軍會合。另外，劉玄與王莽政權的爭鬥也應是很堅決的，在他參加平林軍之前，就是因爲「弟爲人所殺，聖公結客欲報之。客犯法」（《後漢書.劉玄劉盆子列傳》），他才「避吏於平林」的。可見，劉玄與王莽政權没有任何妥協的可能。以上三項條件：1.劉氏宗族；2.較早投入農民軍；3.與王莽政權誓不兩立。使劉玄成爲當時綠林軍選擇的最合適的皇帝。這是由綠林軍隊伍内部各種力量相互牽制關係決定的：自劉縯、劉玄的舂陵兵加入綠林軍中，農民起義隊伍就帶有濃厚的恢復劉氏政權的色彩。地主們又大造輿論「劉氏復起」（《後漢書·光武帝紀》，也不能不給起義的農民以影響。「故羣雄之起兵者，無不以劉氏號」，造成一種「人心思漢，舉天下不謀而同」（趙翼：《廿二史札記》卷三）的氣氛。當時反莽的起義，大多以「興漢」、「輔漢」相號召。淳樸的綠林軍領袖自然也不會超越這種認識水準。欲推舉皇帝，只能在劉氏宗族中挑選，這似乎是不成問題的事。問題是選哪一個皇族。劉縯起事前就「懷復社稷之慮」，並不惜「傾身破產，交結天下英俊」。起事後，又「自稱柱天都部」（《後漢書·宗室四王三侯列傳》），可見他確是有稱帝的慾望。南陽地主也多欲推他爲帝。但綠林軍卻不擁護他；舂陵兵也是新加入義軍的一支數量不大的武裝，諸義軍領袖是不會推舉劉縯的。而劉玄所具備的三個條件，一方面爲劉氏宗族所率的地主武裝所擁護；另一方面也爲廣大的起義軍所信任。這樣，更始就理所當然地被推到綠林軍皇帝的位置上了。劉玄稱帝後，以族父劉良爲國三老，王匡爲定國上公，王鳳爲成國上公，朱鮪爲大司馬，劉縯爲大司徒，陳牧爲大司空。其餘諸將分別爲九卿、將軍等。五月，劉縯攻克宛。六月，劉玄入都宛城，盡封宗室及諸將、列侯百餘人。建立起組織機構較為完整的更始政權。更始政權的建立，是西漢末年農民起義發展到更高階段的重要標誌，是反莽抗爭進一步廣泛開展的里程碑。由於出現了與王莽相對立的更始政權，對各地起義具有很大的號召力，「是時海內豪傑翕然響應，皆殺其牧守，自稱將軍，用漢年號，以待詔命，旬月之間，遍於天下」（《後漢書·劉玄劉盆子列傳》）。更始政權的建立是值得肯定的。
3. 1 2 3 4  潘國基. . 中華人民共和國: 北京出版社. 1992年7月: 第331頁－第332頁. ISBN 9787200015621 （中文）. 在王莽統治的十餘年間，由於政局動蕩，社會經濟凋敝，給人民帶來深重的災難。再加旱災及蝗災連年不斷，飢民數量劇增，餓殍遍布四野，青徐地區甚至出現人相食的慘狀。這就使西漢末年的社會矛盾進一步激化，農民起義相繼爆發，並彙成聲勢浩大的綠林和和赤眉的大起義，繼居攝二年（公元7年），長安附近爆發趙明、霍鴻領導的起義之後，天鳳二年（公元15年），邊五原及代郡又爆發人民起義。天鳳四年（公元17年），又有臨淮瓜田儀起義於會稽。同年，琅琊海曲（今山東日照西）呂母，因兒子呂育被宰殺，遂聚眾百餘人為子復仇，並發展成萬餘人的起義隊伍。各地農民起義方興未艾，更大規模的綠林起義，就是在這種形勢下爆發的。天鳳四年（公元17年），荊州地區飢荒嚴重，百姓只能挖掘草根充飢，生命受到嚴重威脅。新市（今湖北京山東北）人王匡、王遂被飢民推為渠帥，率領數百人起義。接著，南陽人馬武，穎川人王常、成丹等，也加入起義隊伍。這支起義軍據守綠林山（今湖北大洪山），不久發展成七、八千人的隊伍，歷史上被稱為綠林軍。地皇二年（公元21年），荊州兩萬官兵進剿綠林軍，遭到起義軍迎頭痛擊。王臣等在雲杜（今湖北京山）迎擊荊州軍，殺敵數千，繳獲官軍所有的作戰物資。起義軍乘勝攻取竟陵（今湖北潛江西北）、雲杜、安陸（今湖北安陸北）等地。起義軍回到綠林山時，隊伍已發展到五萬餘人。地皇三年（公元22年），綠林山一帶疫病流行，起義軍死亡很多，不得不分兵兩路，向其它地區轉移。一路由王常、成丹率領，西入南郡，稱為「下江兵」；一路由王匡、王鳳、馬武、朱鮪、張皍等率領，北進南陽，稱為「新市兵」。同年七月，王匡等率起義軍進攻隋縣（今湖北隋縣），平林（今湖北隋縣北）人陳牧、廖湛等率千餘人響應，稱為「平林兵」。荊州起義軍不斷發展壯大，新莽政權搖搖欲墜，一些貴族豪富無不為之震驚。他們為了維護自己的政治、經濟利益，紛紛打出反莽的旗號，加入起義軍。如西漢宗室劉玄，在陳牧起義後，即加入了平林軍。另一宗室劉縯、劉秀兄弟，則聚族人七、八千人，起兵於舂陵（今湖北棗陽南），稱為「舂陵兵」，並與新市兵、平林兵聯合反莽。與南方綠林起義幾乎同時，另一支義軍勁旅赤眉軍，正在東部地區逐漸發展壯大。

| 中国朝代和政权 | 中国朝代和政权 | 中国朝代和政权 |
| -------------- | -------------- | -------------- |

| 前朝： 新 | 更始政權 23年3月11日－25年 | 后朝： 漢 · 東漢、赤眉漢 |